# Гонсало, герцог Аквитанский
Гонсало де Бурбон и де Дампьерр (исп. Don Gonzalo de Borbón y de Dampierre; 5 июня 1937, Рим, Италия — 5 марта или 27 мая 2000, Лозанна, Швейцария) — член испанского королевского дома, герцог Аквитанский с 1972 года. 

## Биография
Гонсало де Бурбон и де Дампьерр родился 5 июня 1937 года в Риме. Он стал вторым и последним ребёнком в семье Хайме де Бурбона, герцога Сеговии (второго сына короля Испании Альфонса XIII), и Виктории Жанны Жозефины Пьеа Эммануэль де Дампьер (дочери французского аристократа Роже де Дампьера, 2-го герцога Сан-Лоренцо-Нуово и виконта де Дампьера). Старшим братом Гонсало был Альфонсо, герцог Анжуйский и Кадисский.
Новорождённого принца крестили в Палаццо Русполи. Кардинал Эудженио Мария Пачелли, который провёл эту церемонию, стал впоследствии папой римским под именем Пий XII. По распоряжению деда ребёнка внесли в «Готский альманах» как «Его Превосходительство сеньора дона Гонсало де Бурбона Дампьера». В 1941 году вся семья переехала в Лозанну, а позже во Фрейбург. В 1953 году Гонсало впервые посетил Испанию. Отслужив в испанской армии, он поступил в Мадридский университет, где изучал экономику.

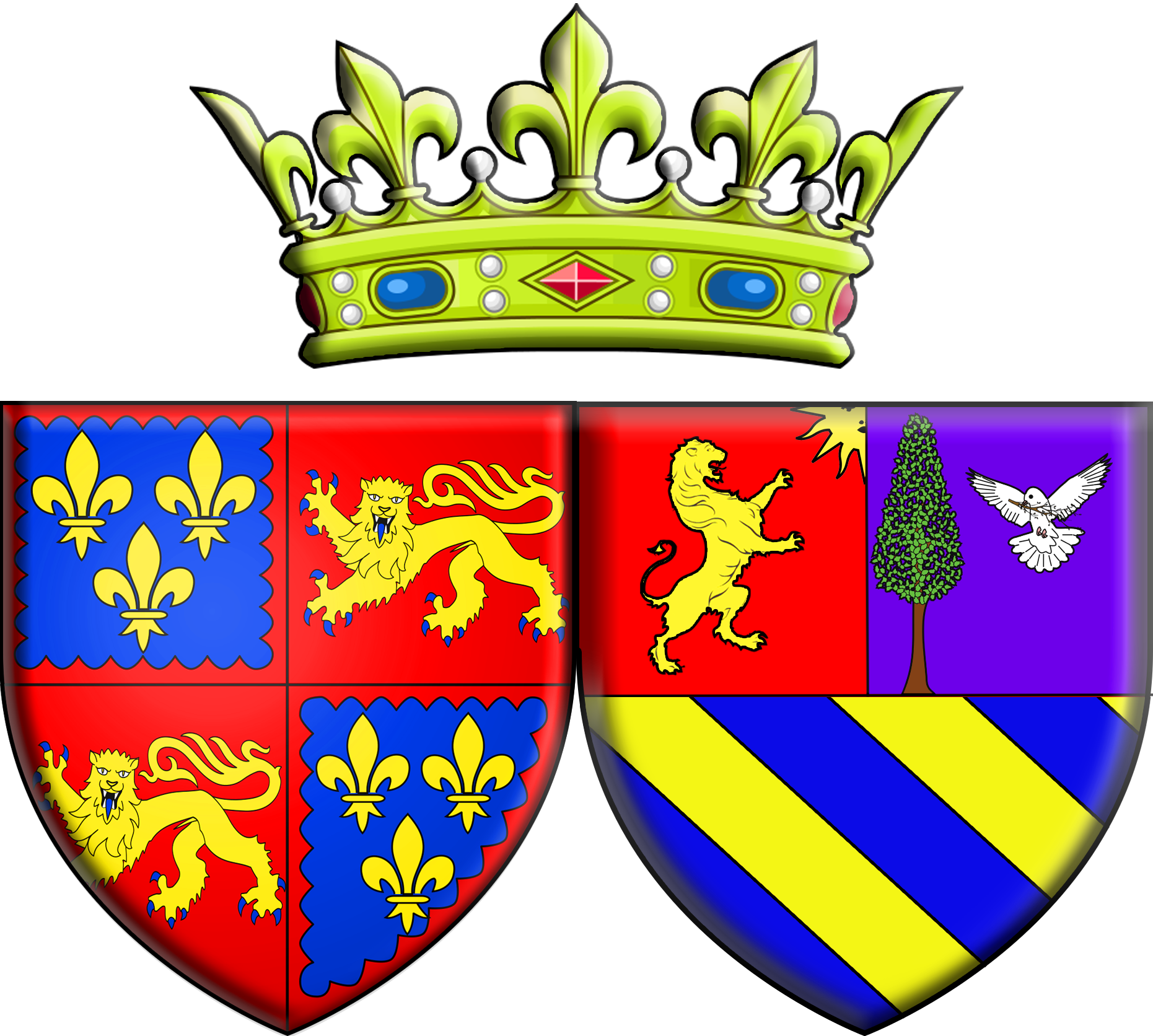
Герб Эмануэлы, герцогини Аквитанской (с 1995 года)

Французские легитимисты в 1941 году провозгласили дона Хайме главой дома Бурбонов и законным претендентом на французский престол. Гонсало с этого момента и до рождения племянников считался наследником второй очереди, именовался «Королевское Высочество» и с 1972 года носил титул герцога Аквитанского. В 1988 году он получил французское гражданство. Как принц крови герцог был членом французских королевских орденов, с 1971 года состоял в Мальтийском ордене. После смерти брата в 1989 году он считался регентом при малолетнем племяннике. Умер герцог Аквитанский, по разным данным, 5 марта или 27 мая 2000 года от лейкемии. 
В 1959 году в Сан-Франциско Гонсало де Бурбон заключил помолвку с наследницей Хантингтон-отеля Дороти Маргарет Фритц, но этот брак не был заключён. 28 января 1983 года в Мексике герцог Аквитанский женился на донье Марии дель Кармен Харто-и-Монтеалегре, но развёлся уже 18 апреля того же года. Позже он женился ещё дважды: 25 июля 1984 года в Мадриде на донье Марии де лас Мерседес Лисер-и-Гарсиа (супруги расстались в июле 1985 года, развелись в 1989 году), а 12 декабря 1992 года в Генуе — на донье Эмануэле Марии Проталонго. Все три брака были бездетными. В 1983 году герцог официально признал внебрачную дочь Эстефанию Мишель де Бурбон, родившуюся в Майами в 1968 году от связи с Сандрой Ли Лэндри.